# Mycosphaerella pistacina
Mycosphaerella pistacina är en svampart som beskrevs av Chitzan. 1956. Mycosphaerella pistacina ingår i släktet Mycosphaerella och familjen Mycosphaerellaceae.   Inga underarter finns listade i Catalogue of Life.